# أحمد علي باحاج
أحمد علي سالم فضل باحاج (1964 - 2015)، سياسي وعسكري يمني من محافظة شبوة عمل محافظاً لمحافظة شبوة (2012-2015)، وهو من قياديي حزب التجمع اليمني للإصلاح، توفي في 23 مايو 2015 بعد إصابته في محاولة اغتيال في معركة شبوة خلال الحرب الأهلية اليمنية.
حصل باحاج على بكالوريوس إدارة أعمال - علوم سياسية من جامعة صنعاء عام 1990.

## نشأته
درس المرحلة الابتدائية في مدرسة الجلاء بمسقط راسه بمديرية حبان، ودرس المرحلة الاعدادية بمدرسة الشهيد الشبلي في نفس المديرية، وفي عام 1980 انتقل إلى اليمن الشمالي «سابقاً» وأكمل دراسته الثانوية في معهد النور العلمي بالحديدة.
أدى الخدمة العسكرية في الحرس الجمهوري حرس الشرف في مدينة صنعاء.
المؤهلات العلمية:
- بكالوريوس إدارة أعمال / علوم سياسية جامعة صنعاء 1988/1989
- دورة في التعامل مع قانون السلطة المحلية 1999
- دورة في برامج تنمية المجتمعات المحليه 2007
- دورة في تطوير العمل الاداري القاهرة 2008 دورة في الاداره العليا القاهرة 2009
- انتخب رئيس الجمعية العلمية لقسم ادارة الاعمال خلال مرحلة الدراسة الجامعية

## الأعمال التي مارسها
- 1993 سكرتير لجنة الانتخابات محافظة شبوة.
- 1994 انتخب نائب رئيس ملتقى أبناء محافظة شبوة قبل حرب صيف 1994.
- 1994 انتخب عضو مجلس شورى التجمع اليمني للإصلاح.
- عضو مجلس شورى التجمع اليمني للإصلاح
- 1994/7 كلف وكيل محافظة شبوة.
- 1995/3 عين وكيل محافظة شبوة.
  - 1996 رئيس لجنة معالجة اضرار السيول التي تعرضت لها محافظة شبوة في تلك الفترة.
- رئيس لجنة متابعة مشاريع الخطة والموازنة بالمحافظة
- رئيس لجنة تنسيق المشاريع مع الجانب الهولندي اثنى عمل المشروع الهولندي في المحافظه
- رئيس لجنة التوظيف بالمحافظة
- عضو لجنة التعويضات بوزارة النفط
- 2007 انتخب رئيس الجمعية الخيرية لرعاية طالب العلم بمحافظة شبوة.
- 2008 عضو لجنة معالجة المظاهر السلبية ( لجنة سالم صالح محمد ).
- 2009 عضو اللجنة التحضيرية للحوار الوطني اليمني وعضو اللجنة المصغرة والامانة العامة فيها.
- 2010 عضو لجنة المئتين للحوار الوطني.
- 2011 عضو المجلس الوطني لقوى الثورة السلمية.
- 2012 نائب رئيس مجلس القوى الثورية الجنوبية.
- 11 سبتمبر 2012 صدر قرار رئيس الجمهورية بتعيينه محافظ لمحافظة شبوة.

## مواقف

### اختطاف أحمد عوض بن مبارك
أمر محافظ شبوة بإيقاف تصدير النفط والغاز من محافظة شبوة، بعيد اختطاف مدير مكتب الرئيس أحمد عوض بن مبارك الذي تنحدر أصوله من نفس المحافظة، وحصل هذا القرار على تأييد داخلي من قبائل شبوة.

### انقلاب الحوثيين
أعلن محافظ شبوة عدم تلقيه أية أوامر تصدر من صنعاء بعد الانقلاب الحوثيين، وطالب الحوثيين برفع الإقامة الجبرية المفروضة على الرئيس عبد ربه منصور هادي.